# デスソース

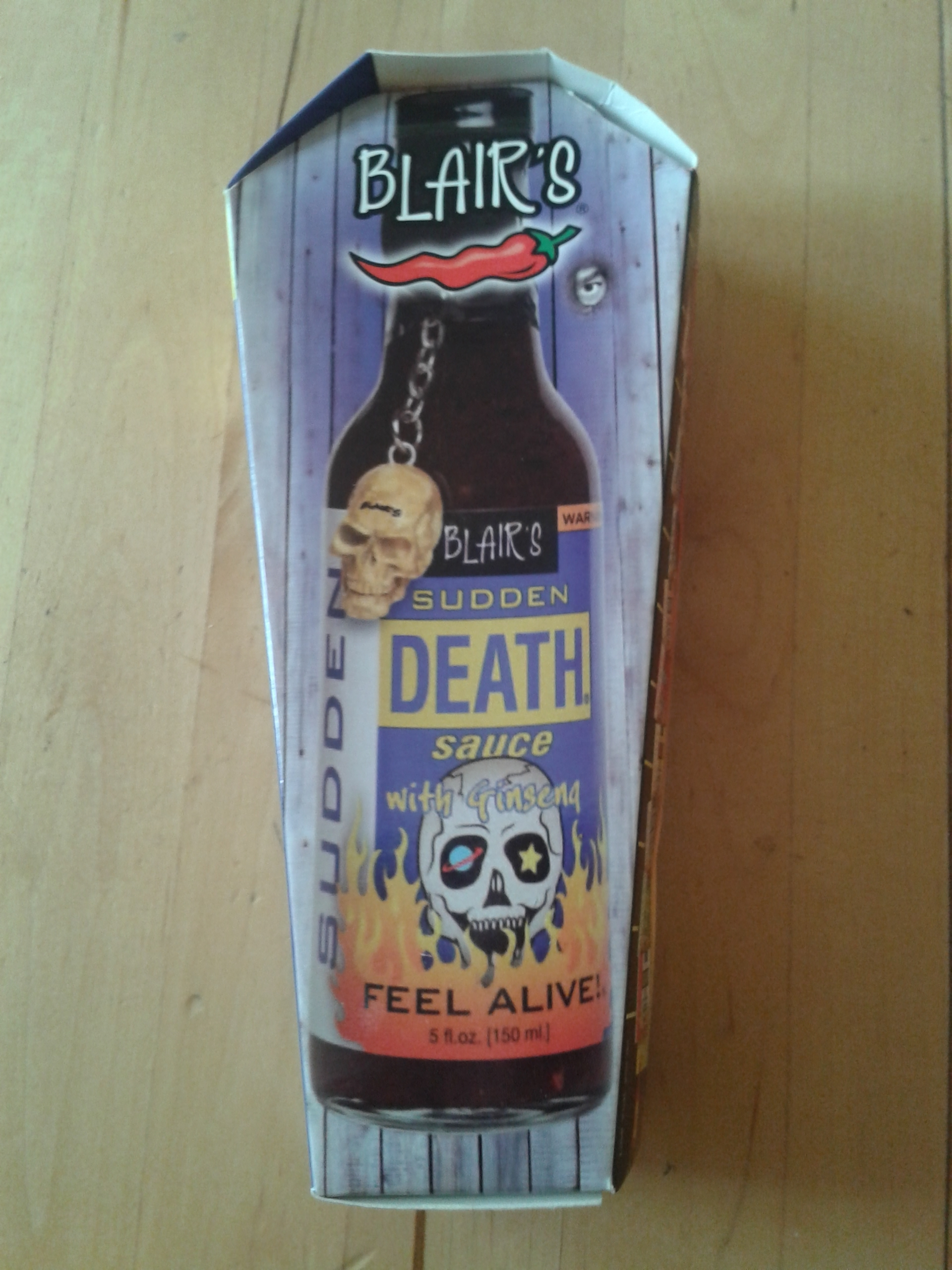
サドンデスソースの棺桶型のパッケージ

デスソース（Death Sauce）は、アメリカ合衆国ニュージャージー州ハイランズ（ニューヨーク・スタテン島の南）に本社を置くガードナー・リソーシーズ社が「ブレア」のブランドで発売しているホットソースのシリーズ。

## 誕生の経緯
1990年代初頭、バーテンダーをしていたブレア・ラザーが閉店時間になっても帰らない客に対し、激辛ソースを塗ったチキンウィング“Wing of Death”を完食できたら店に残って遊んでもよい、というゲームを持ちかけたのが始まりだという。次第に噂が広まり“Wing of Death”の完食チャレンジのために店を訪れる客が現れたことで、ブレアも更に辛いソースを作り出し『これを完食したらチキンは無料』というチャレンジ企画を始めるようになった。
1994年、激辛ソースは商売になると確信したブレアは起業してソース工場を設立した。限定版として発売された『ブレア氏の午前2時』は瞬く間に完売するほどの人気であった。量産品が欲しいという激辛ファンの要望に応え、『デスソース』が発売された。髑髏のキーチェーンがおまけでついている。名前の由来は、このソースが原因で心臓発作による死者が出たことによるという。
以前は、ハバネロの産地であるコスタリカの工場で製造されていたが、2020年5月頃からアメリカ産に変わった。またソース単体だけでなく、デスソースで味付けしたスナック菓子も販売されている。
日本国内では、「オリジナルデスソース」、「サルサデスソース」、「アフターデスジョロキア」、「サドンデスジョロキア」、「メガデスソース」の5種類が、株式会社鈴商より正規輸入されている。

## デスソースなどのラインナップ
以下は、辛いと言われている順に配列されている。
16 MILLION RESERVE or 6 AM RESERVE
スコヴィル値は約16,000,000である。純粋なカプサイシンの結晶で液体ではない。デスソースを含む輸入食品を取り扱う鈴商が現物を1本保管しているが、サイトでは「決して食するものではありません！！ 」と書かれている。
HALLOWEEN 07 RES.
スコヴィル値は約13,500,000である。
5 AM RESERVE
スコヴィル値は約5,500,000である。
4 AM RESERVE
スコヴィル値は約4,000,000である。
3 AM RESERVE
唐辛子エキス・レッドサビナ種ハバネロ、ハバネロ、カイエンペッパー、食用酢が使われてあり、スコヴィル値は約2,000,000である。
ウルトラデスソース
赤ハバネロ、ナーガジョロキア、カイエン、ホワイトビネガー、唐辛子天然香料(大豆オイル含有)、トマトピューレ、ピリピリ唐辛子、ライムジュース、塩、香辛料が使われてあり、スコヴィル値は約1,173,000である。
ジャージーデスソース
ニュージャージー産の最高級トマトを使用し、そこに赤ハバネロ、カイエン、さらには唐辛子エキスを加えて極激辛に仕上げている。そのスコヴィル値は約1,100,000で、市販されているタバスコ（スコヴィル値2,140）の約550倍の辛さとなっている。上記ウルトラデスソースの発売と入れ替わりに生産終了。
2 AM RESERVE
唐辛子エキス・レッドサビナ種ハバネロ、ハバネロ、カイエンペッパー、食用酢が使われてあり、スコヴィル値は約900,000である。
メガデスソース
赤ハバネロ、カイエン、アンチョの3種の唐辛子に、スコヴィル値数100万に達する唐辛子エキスを加え、さらには辛さを増すためにチポトレを用いている（チポトレは後述のポシブル・サイド・イフェクツ、アフターデス、ムエルト、およびオリジナルデスにも用いられている）。隠し味として糖蜜とグアバネクター、ジンジャーが加えられている。現在日本語ラベルの製品が販売されている中ではいちばん辛い製品で、スコヴィル値は約550,000である。
ポシブル・サイド・イフェクツ
ハバネロの中でも最高の辛さであるレッドサビナ種をふんだんに使用し、唐辛子エキスを用いることなく超激辛に仕上げている。デスソースの中では唯一酢が使われ、隠し味としてオレンジの果汁が加えられている。そのため他のデスソースとは異なり酸味がある。スコヴィル値は約283,000。
サドンデスソース
赤ハバネロのみを使用しているソースで、チポトレや唐辛子エキスは用いられていない。隠し味に朝鮮人参が入っている。あまりの辛さのため、日本向けのラベルには「想像を超える辛さ」「希釈又は調味素材としてご使用下さい」と注意書きがされている。スコヴィル値は約100,000である。現在はハバネロの他にナーガジョロキアを使用した「サドンデスソース ウィズ ジョロキア」が発売されている。
アフターデスソース
上位3種（ジャージーデス、メガデス、サドンデス）が赤ハバネロのみを用いているのに対し、このアフターデスソースは赤ハバネロよりも辛味の少ないオレンジハバネロを混ぜている。そこにカイエンペッパーとチポトレを混ぜ、隠し味にライム果汁が加えられている。スコヴィル値は約50,000で、タバスコの20倍程度辛いとされている。こちらもサドンデス同様、現在は「アフターデスソース ウィズ ジョロキア」が発売されている。
ゴールデンデスソース
カリブ海に浮かぶ島国ジャマイカで産出される黄金の激辛唐辛子「スコッチ・ボネット」を主に使ったデスソース。他にハバネロ、チポトレパウダー、マスタードシード、サトウキビ酢などが使われている。
ピュアデスソース　ウィズジョロキア
ハバネロ、ナーガジョロキア、食用酢、ハワイ紅塩が使われてあり、スコヴィル値は約35,000である。
サルサデスソース ムエルト
オリジナルデスソースの約2倍ハバネロを使い、約1.5倍辛く仕上げている。唐辛子エキスは用いていない。スコヴィル値は約15,000である。本来の表記は「Salsa de la Muerte」（サルサ・デ・ラ・ムエルテ）でラテンアメリカ向け仕様のためスペイン語表記となっている（ムエルテ（muerte）は死、ムエルト（muerto）は男の死人の意）。
オリジナルデスソース
完熟赤ハバネロとカイエンペッパーを使用し、隠し味にライム果汁を加えたソース。アメリカの人気激辛ソースウェブサイト “ホット・ホット・ホット・ドット・コム”で 売り上げ人気トップ10に入賞した。スコヴィル値は約10,000である。
ハラペーニョデスソース
ハバネロの代わりにハラペーニョを煮詰めて作ったデスソース。ハラペーニョはハバネロよりもはるかに辛味が少ないため、このソースの辛さはマイルドである。テキーラが隠し味となっている。スコヴィル値は約6,000である。
スイートデスソース
黄ハバネロを主原料とし、辛さが苦手な人でも楽しめるように開発された甘いデスソース。コーンシロップ・蜂蜜・マンゴー・パッションフルーツ・サトウキビが使用されている。
下記の項目はスコヴィル値不明である。
ザック ワイルド オリジナル バーサーカー
元オジー・オズボーンバンド、現ブラック・レーベル・ソサイアティのギタリスト、ザック・ワイルドプロデュースによるデスソース。
バーサーカー/ストロンガー・ザン・デス
同じくザック・ワイルドプロデュースによるデスソース。スコヴィル値は58,450。赤ハバネロ、黄ハバネロ、ナーガ・ジョロキア、チポトレ、カイエンペッパーが使われている。

## その他
デスソース4ミニパック
オリジナルデスソース・サルサデスソース・アフターデスソース・サドンデスソースが入ってあり、内容量は各60mlである。
なお、以前はサルサデスソースではなくハラペーニョデスソースが入っていた。